# Guácimo
Guácimo – miasto w Kostaryce, w prowincji Limón.